# Die Friesen
Pour les articles homonymes, voir Friesen.

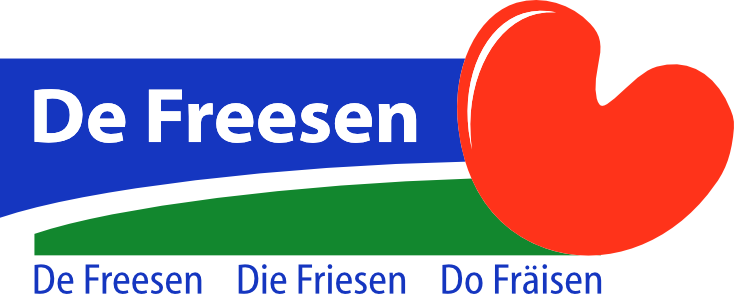
Logo du parti Die Friesen en 2010.

Die Friesen (nom complet De Freesen - Partei för regionale Unaafhängigkeit - en bas-saxon De Fresen, en frison oriental Do Fräišen, litt., "Les Frisons") est un parti politique régionaliste allemand, en Frise orientale.
il était membre jusqu'en 2018 de l'Alliance libre européenne.